# Buñuelo de viento
Los buñuelos de viento son bolas de masa elaborada con harina de trigo, manteca y huevos que resulta ser frita en aceite caliente. La masa suele tener forma de bola. La masa así frita puede llegar a doblar su volumen, es por esta razón por las que se les denomina con el apelativo «de viento» (es decir hinchados). Los buñuelos de viento pueden ser rellenos con dulces de crema, chocolate, chantillí, etcétera. Son un postre que aparece en las pastelerías a comienzos de noviembre, ya que tradicionalmente se sirven en las celebraciones de todos los santos.

## Historia
Los judíos sefardíes elaboran desde el siglo X para celebrar la Janucá unos bollos fritos con harina de trigo que denominan bimuelos. La introducción de estos bollos en la celebración de Todos los Santos es una modificación cristiana, por la cercanía con la Janucá judía. Posteriormente se hicieron muy famosos en Madrid, donde llegaron a ser tan populares como los churros.
También se regalan el día de las vírgenes.

## Características

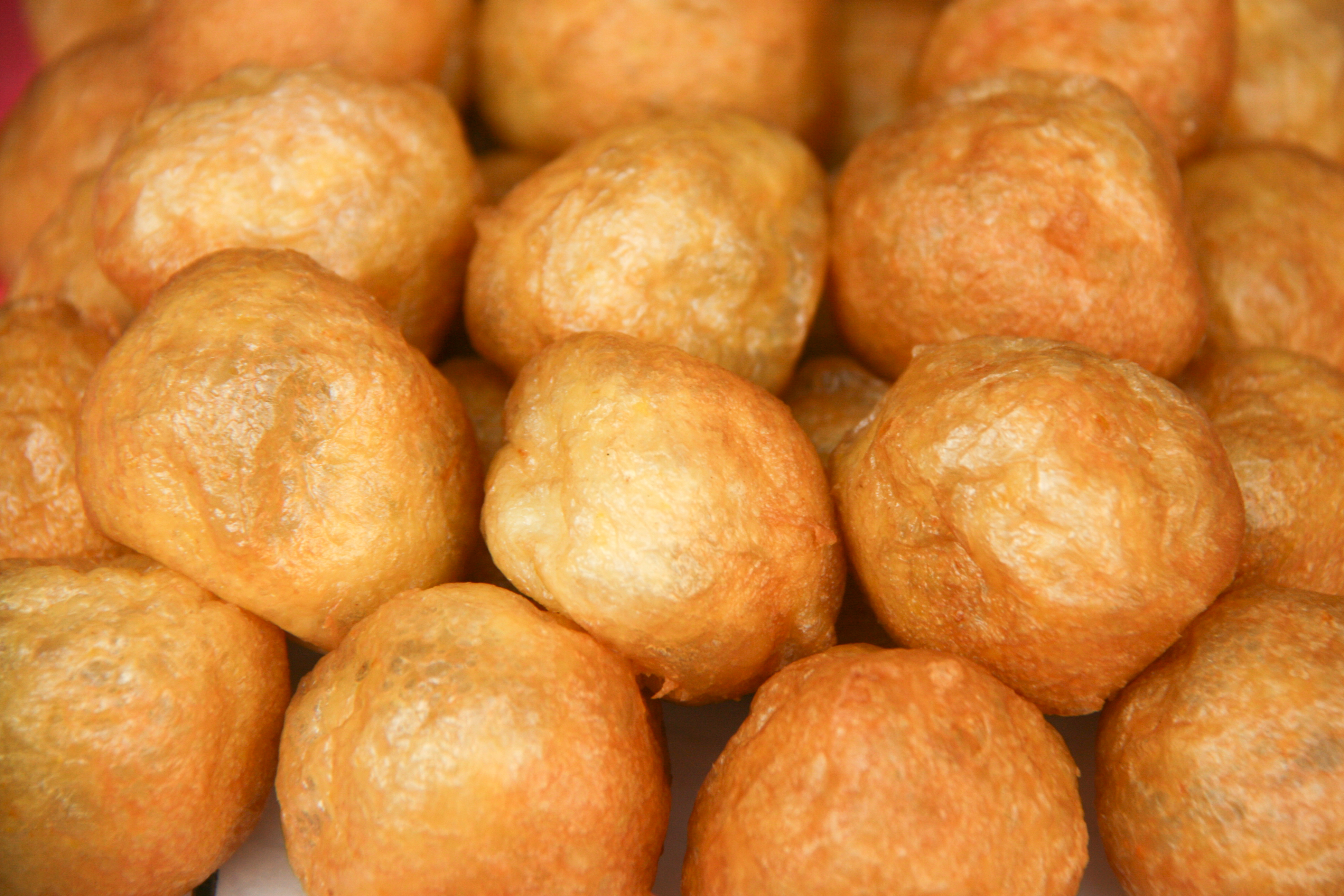
Detalle de unos buñuelos de viento en una pastelería de Madrid.

Los buñuelos de viento suelen ser de pequeño tamaño, apenas 3 cm de diámetro una vez elaborados. La forma redonda puede hacerse a mano, aunque cuando se tiene cierta práctica puede obtenerse usando dos cucharas. La dificultad de este postre está en la temperatura del aceite, ya que si está poco caliente la masa cae al fondo y debe procurarse que se mantenga a flote, pero si está demasiado caliente se forma una envoltura seca alrededor del buñuelo que impide que éste crezca. Los rellenos suelen introducirse después de su elaboración mediante una pequeña abertura elaborada a tal efecto.

Preparación
En una cacerola, hierve 1 taza de agua y 1/2 taza de mantequilla sin sal a fuego medio. Una vez que la mezcla esté hirviendo y la mantequilla se haya derretido completamente, reduce el fuego a bajo y añade 1 taza de harina de trigo de una vez. Remueve vigorosamente con una cuchara de madera hasta que la mezcla forme una bola de masa suave y se despegue de los lados de la cacerola, lo cual debería tomar alrededor de 1-2 minutos. Retira la masa del fuego y déjala enfriar unos minutos.
Añade 4 huevos, uno a la vez, mezclando bien después de cada adición. La masa se volverá pegajosa, pero continúa mezclando hasta que vuelva a estar suave. Si lo deseas, añade la ralladura de 1 limón y una pizca de sal, y mezcla hasta que estén bien incorporados. Calienta aceite vegetal en una freidora o una sartén grande y profunda a 350 °F (175 °C).
Con una cuchara o una manga pastelera con una boquilla grande de estrella, deja caer porciones de masa en el aceite caliente. Fríe en tandas, asegurándote de no sobrecargar la sartén. Fríe los buñuelos durante 2-3 minutos por cada lado, o hasta que estén dorados y crujientes. Retira los buñuelos del aceite con una espumadera y colócalos en un plato forrado con papel absorbente para escurrir el exceso de aceite. Espolvorea generosamente los buñuelos calientes con azúcar en polvo antes de servir. ¡Disfruta tus deliciosos y auténticos Buñuelos de Viento! Estos buñuelos se disfrutan mejor frescos y calientes, pero también se pueden almacenar en un recipiente hermético a temperatura ambiente hasta por dos días.

## Variantes
En la cocina mexicana existe el buñuelo de viento, pero a diferencia del español se elabora con harina de maíz y se aromatiza con licor de anís. En la cocina filipina existen recetas que se denominan de forma similar.